# NGC 3715
NGC 3715 est une galaxie spirale (barrée ?) située dans la constellation de la Coupe. NGC 3715 a été découverte par l'astronome germano-britannique William Herschel en 1786.

## Caractéristiques
La classe de luminosité de NGC 3715 est II-III et elle présente une large raie HI. Elle renferme également des régions d'hydrogène ionisé.

### Distance
Sa vitesse par rapport au fond diffus cosmologique est de 2 491 ± 27 km/s, ce qui correspond à une distance de Hubble de 36,7 ± 2,6 Mpc (∼120 millions d'al).
À ce jour, 14 mesures non basées sur le décalage vers le rouge (redshift) donnent une distance de 38,929 ± 8,418 Mpc (∼127 millions d'al), ce qui est à l'intérieur des valeurs de la distance de Hubble.

### Classification
Les avis diffèrent sur la classification de NGC 3715, spirale barrée selon les bases de données NASA/IPAC ((R')SB(rs)bc?) et HyperLeda (SBbc), mais l'image obtenue des données du relevé Pan-STARRS ne montre pas nettement la présence d'une barre. La classification de spirale ordinaire par le professeur Seligman et par Wolfgang Steinicke correspond mieux à cette image.